# 1972 en bande dessinée
| Années de la bande dessinée : 1969 - 1970 - 1971 - 1972 - 1973 - 1974 - 1975    |
| Décennies de la bande dessinée : 1940 - 1950 - 1960 - 1970 - 1980 - 1990 - 2000 |

Cet article présente les faits marquants de l'année 1972 en bande dessinée.

## Évènements
- mars : Lancement du Picsou Magazine, rassemblant des bandes dessinées de personnages de la compagnie américaine Disney, des jeux, des mini-récits et des informations ludiques.
- 21 septembre : Création du personnage Superdupont par Jacques Lob et Gotlib dans le no 672 de Pilote.
- Arrêt de la publication de la série de bande dessinée Onkr, l'abominable homme des glaces dans Le Journal de Mickey.

## Nouveaux albums
Voir aussi : Albums de bande dessinée sortis en 1972

### Franco-belge
| Sortie | Titre                                            | Scénariste   | Dessinateur  | Coloriste | Éditeur |
| ------ | ------------------------------------------------ | ------------ | ------------ | --------- | ------- |
| ?      | Philémon T.2 : Le Naufragé du « A »              | Fred         | Fred         |           | Dargaud |
| ?      | Yoko Tsuno T.1 : Le Trio de l'étrange            | Roger Leloup | Roger Leloup |           | Dupuis  |
| ?      | Johan et Pirlouit T.13 Le Sortilège de Maltrochu | Peyo         | Peyo         |           | Dupuis  |

### Comics
| Sortie       | Titre          | Scénariste                 | Dessinateur | Coloriste | Éditeur    |
| ------------ | -------------- | -------------------------- | ----------- | --------- | ---------- |
| juillet 1972 | Tits and Clits | Lyn Chevly et Joyce Sutton |             |           | Nanny Goat |
| ?            | …              |                            |             |           |            |

### Mangas
| Sortie | Titre       | Scénariste | Dessinateur | Coloriste | Éditeur |
| ------ | ----------- | ---------- | ----------- | --------- | ------- |
| ?      | à compléter |            |             |           |         |
| ?      | …           |            |             |           |         |

## Naissances
- 14 février : Fred Van Lente
- 20 avril : Guilhem Bec
- 21 avril : José Luis Munuera
- 29 avril : Roman Dirge, auteur de comics
- 28 juin : Sylvain Vallée
- 19 juillet : Sébastien Damour
- 9 août : Hervé Tanquerelle
- 2 septembre : Will Argunas
- 14 septembre : Olivier Balez
- 16 octobre : Germana Viana, autrice brésilienne
- 22 novembre : Cyril Pedrosa
- décembre : Kara
- Francisco Ruiz Velasco, auteur mexicain ; Jay Faerber, scénariste de comics ; Algésiras ; Thomas Azuélos, Lionel Chouin, Denis-Pierre Filippi, Nicolas Keramidas, Dominique Bertail, Frévin, Malo Kerfriden, Jean-Paul Krassinsky

## Décès
- 4 mars : Charles Biro, auteur de comics
- 28 juillet : Fanny Cory
- 15 décembre : Tom Sims, auteur de comic strips
- Louis Salvérius, créateur et premier dessinateur des Tuniques bleues, né en 1933
- William Ritt, auteur de comics
- Décès possible de Toni Blum (selon les sources elle est morte en 1972 ou 1973) et d'Ogden Whitney (vu vivant pour la dernière fois cette année-là)